# 田学军
田学军（1962年6月—），男，山东淄博人，中华人民共和国政治人物、外交官。双学士学位。曾任中华人民共和国教育部副部长，国家语言文字工作委员会主任。第十四届全国人大代表。

## 生平
1983年，毕业于山东大学外文系。1983年至1985年，于外交学院外交系学习。1985年，任中华人民共和国驻科威特国大使馆职员、随员。1988年，任中华人民共和国驻孟加拉人民共和国大使馆随员、三秘。1991年，任外交部干部司三秘。1992年，任外交部办公厅二秘、一秘。1998年，任外交部办公厅参赞。2003年，任国务院办公厅秘书。2004年，任中华人民共和国驻希腊大使。2007年，任外交部干部司司长。2012年3月，任中华人民共和国驻南非大使。
2017年2月19日，任中华人民共和国教育部副部长。2019年5月，兼任国家语言文字工作委员会主任。2022年12月25日，卸任教育部副部长、国家语言文字工作委员会主任职务。
2023年3月，当选第十四届全国人大代表、教育科学文化卫生委员会副主任委员。

## 家庭
已婚，有一女。